# Euphorbia malurensis
Euphorbia malurensis är en törelväxtart som beskrevs av Karl Heinz Rechinger. Euphorbia malurensis ingår i släktet törlar, och familjen törelväxter.
Artens utbredningsområde är Afghanistan. Inga underarter finns listade i Catalogue of Life.